# Lover Man
Lover Man (Oh, Where Can You Be?) (häufig einfach Lover Man) ist ein Popsong, den Jimmy Davis und Ram Ramirez 1941 zu einem Text von Jimmy Sherman geschrieben haben. Der Song wurde für Billie Holiday geschrieben und entwickelte sich innerhalb weniger Jahre zu einem gängigen Jazzstandard.

## Kennzeichen des Songs
Der Song ist in der Liedform AABA verfasst. Der Umfang der Ballade beschränkt sich auf eine None. Zwar ist der Song kein Blues, doch sind in der Melodie, die weder eindeutig eine Dur- noch eine Mollcharakteristik aufweist, Blue Notes versteckt, etwa in den Takten 5, 12 und 21. Der Schlussakkord am Ende bleibt unscharf: Der Sextakkord in F-Dur hält den Song „in der Schwebe“ und produziert „ein Happy End, das vielleicht nur eine Illusion ist.“ Alec Wilder wies darauf hin, dass der Song kurioserweise an eine langsame Version von Gershwins Fascinating Rhythm erinnert.
Shermans Text war für Billie Holiday „wie maßgeschneidert“: Eine einsame Frau, die die wahren Wonnen der Liebe nie kosten konnte, sehnt sich nach dem großen unbekannten Liebhaber, dem „Erlöser aus ihrem traurigen Dasein.“

## Erste Einspielung
Glaubt man der Darstellung in Billie Holidays Autobiographie Lady Sings the Blues, dann hat hauptsächlich Jimmy Davis den Song geschrieben, der damals bereits zum Militärdienst eingezogen war und nicht wieder aus Europa zurückkehrte. Holiday konnte den Song wegen des Recording ban nicht gleich aufnehmen, sondern erst am 4. Oktober 1944. Mit Milt Gabler handelte sie aus, dass sie den Song mit Streicherbegleitung einspielte, mit Toots Camarata und dessen Orchester (Decca 23391). Als sie ins Aufnahmestudio kam und das Orchester mit den Streichern sah, war sie so überwältigt, dass sie erst einmal wieder hinausging, bevor sie mit der Aufnahme starten konnte. Der Song kam im Frühjahr 1945 in die amerikanischen Charts (auf Platz 16), blieb dort jedoch nur für eine Woche. In den R&B-Charts kam der Lover Man auf Platz 5. 1989 wurde die Originalversion des Songs in die Grammy Hall of Fame aufgenommen.

## Weitere Wirkungsgeschichte
Im Dezember 1944 legte Eddie Heywood, Holidays langjähriger Begleiter, mit seinem Sextett eine erste Coverversion vor. Sarah Vaughan coverte den Song 1945 und schaffte mit ihrer Version, zu der Dizzy Gillespie und Charlie Parker beitrugen, ihren Durchbruch. Vaughan nahm den Song noch zweimal auf; „besticht die Version von 1945 durch seelenvolle Wärme, so treten 1954 und vor allem 1963 eine größere Souveränität der musikalischen Auffassung und eine schier atemberaubende technische Perfektion hinzu.“
Charlie Parker spielte am 29. Juli 1946 eine Instrumentalversion der Ballade ein; es handelte sich um eine „der tragischsten Aufnahmen der Jazz-Geschichte.“ Er war auf Entzug und erlebte während der Sitzung einen Nervenzusammenbruch. Parker setzte bei seinem Solo über Lover Man zu spät ein, was aber nicht dessen „Größe“ – seine „emotionale Wahrhaftigkeit“ – abmildert. Nach Siegfried Schmidt-Joos „stolperte“ Parker „durch die Harmonie“ des Stücks. „Der Beginn jeder Phrase des Spiels ist aufregend und spannungsgeladen, und im nächsten Takt schon verlöschte der gespannte geniale Funke in einem Gleiten, Fallen, Sichgehenlassen.“
Weitere wichtige Aufnahmen stammen von J. J. Johnson (1953), Ray Bryant (1958), Jeanne Lee (mit Ran Blake, 1961), Sonny Rollins (mit Coleman Hawkins, 1963) und Ella Fitzgerald (1966). Marcus A. Woelfle weist auch auf Inge Brandenburgs Aufnahme von 1960 (mit Helmut Brandt) hin, die sie „zur Legende“ gemacht habe.

### Verwendung im Film
Lover Man wurde mehrfach in Spielfilmen eingesetzt:
- Lady Sings the Blues (1972, interpretiert von Diana Ross)
- Lady Day: The Many Faces of Billie Holiday (1991, interpretiert von Billie Holiday)
- Little Voice (1998, interpretiert von Billie Holiday)